# Туалетная губка
Туалетная губка, или греческая губка (лат. Spongia officinalis), — вид губок из семейства Spongiidae, используемый в коммерческих целях. Она встречается в Средиземном море.

## Описание
Туалетная губка является гермафродитом и может размножаться как почкованием, так и половым путём. Живая губка имеет тёмно-серый цвет, после высыхания она становится жёлтой или коричневой. Личинки губки являются свободно плавающими, однако на поздних стадиях развития они прикрепляются к морскому дну или другой подходящей поверхности. Губки растут довольно медленно: для того, чтобы губка достигла размера 20 см, может потребоваться до 40 лет.
Добыча губок привела к уменьшению численности их популяции.

## Ареал
Средиземное море, Карибское море, Вест-Индия.

## В культуре
Туалетная губка со времён античности использовалась в гигиенических целях. Кроме того, в античные времена она считалась ингредиентом, используемым при колдовстве. «Метаморфозы» Апулея содержат рассказ о случае, когда губка была использована при убийстве, совершённом брошенной женщиной (колдуньей) на почве мести. Губка была использована в качестве средства, позволяющего отсрочить фактическое наступление смерти и, таким образом, отвести подозрения от истинного убийцы.